# 郭泰祺
郭 泰祺（かく たいき）は中華民国の外交官・政治家・教育者。護法運動の際に孫文の下で外交活動に従事し、国民政府でも外交部長を務めた要人である。字は保元。号は復初。

## 事跡

### 北京政府時代の活動
秀才の家に生まれる。1902年（光緒28年）、張之洞が創設した新式学堂である武昌湖北省五路高等小学堂に入学した。後に張からその才識を評価され、1904年（光緒30年）に公費でアメリカに留学した。学業を重ねた後に、1908年にペンシルベニア大学に入学し、政治学を専攻する。1911年、優秀大学生の栄誉称号を獲得し、同年6月には大学院に進学した。また留学期間中はジャーナリストとしても活動している。
辛亥革命勃発の報を聞くと、郭泰祺は1912年（民国元年）に帰国し、湖北軍政府外交股長に任命された。同年8月、国民党が結成されると、これに加入している。翌年2月、黎元洪が副総統に任ぜられると、郭は英文秘書としてこれに随行し、北京入りした。1916年（民国5年）6月、袁世凱死去に伴い、黎元洪が大総統に昇格すると、郭は高等顧問兼外交部参事に任ぜられている。翌年7月、張勲復辟が起き、黎が失脚すると、郭も下野した。その後は湖北省に戻り、湖北方言学校や武昌国立外語学校、武昌商科大学で校長をつとめる。

### 護法軍政府での活動
1918年（民国7年）、郭泰祺は広州へ向かい、孫文の護法軍政府に加入して参事兼外交次長に任ぜられた。この年の夏、陳友仁、王正廷とともにアメリカに向かい、アメリカ政府の護法軍政府支持を獲得しようと活動したが、これは失敗に終わる。1919年（民国8年）1月、郭と陳は護法軍政府代表として、パリ講和会議に派遣された。しかし、郭・陳はアメリカで北京政府否認の活動を展開したため、後に別途派遣された王が講和会議で護法軍代表となっている。
1920年（民国9年）11月25日、孫文らが軍政府を改組したことに伴い、郭泰祺は軍政府参事兼宣伝局局長に任ぜられた。翌年5月、孫文が非常大総統となると、郭は総統府参事となる。1922年（民国11年）4月、広東省政務庁庁長に任ぜられる。翌年、外交部次長となった。1924年（民国13年）、国立武昌商科大学校長に任ぜられる。

### 国民政府での活動

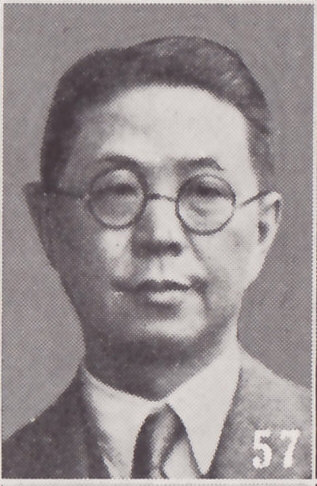
郭泰祺別影(『最新支那要人伝』1941年)

1927年（民国16年）4月12日、蔣介石による上海クーデターが勃発すると、郭泰祺は蔣に与し、江蘇省外交交渉員兼上海政治分会委員に任ぜられた。8月、外交部次長兼中国国民党中央宣伝部上海弁事処国際組主任となるしかし、その後の郭は西山会議派や新広西派、汪兆銘（汪精衛）など反蔣派に与して活動し、1931年（民国21年）12月の各派大同団結までこのような立場をとり続けた。
1932年（民国21年）1月、汪兆銘が行政院長となると、羅文幹が外交部長、郭泰祺は外交次長にそれぞれ任ぜられた同月、第一次上海事変（一・二八事変）後の停戦交渉に郭は中国側代表として参加し、上海停戦協定を結んだ。このとき、上海の各団体・学生が反対運動を繰り広げ、郭は銅銭を投げつけられて頭部を負傷、入院している。結果、協定への調印は、病院のベッドで行うことになった。
同年6月、郭泰祺は外交次長を免ぜられ、駐英公使に任ぜられた。任期中に国際連盟に3度中国代表として出席し、満州国承認反対の論陣を張るなどしている。1935年（民国24年）5月、公使から大使への昇格に伴い、郭が初代駐英大使となった。同年、ロンドン大学から名誉法学博士を授けられ、11月には中国国民党第5期中央監察委員に選出されている1937年（民国26年）7月、盧溝橋事件発生に伴い日中戦争（抗日戦争）が勃発すると、郭は何度も国際連盟に照会を行い、日本の軍事行動を非難した。

### つかの間の外交部長
1941年（民国30年）4月、郭泰祺は本国へ召還され、王寵恵の後任として外交部長に任ぜられた。郭は反蔣派の人物であり、蔣介石は本来は自己の側近である王世杰を後任に望んでいたが、王世杰と不仲の陳果夫がこれを望まず、その運動の結果、郭が任ぜられたのである。郭は汪兆銘の南京国民政府を承認した国家につき断交を進めるなどした。しかし同年12月、郭は突然外交部長を罷免され、国防最高会議外交委員会主席に異動させられた。理由については対米交渉での蔣介石との意見対立、あるいは多額の官邸修築費用を非難された、などが言われているが、はっきりしない1945年（民国34年）5月、国民党第6期中央監察委員に再選された。
日中戦争終結後の1947年（民国36年）4月、郭泰祺は国際連合安全保障理事会の中国首席代表に任命され、7月にそのまま安保理常駐代表を務めている。同年12月にブラジル大使へ転じ、1949年まで務めた。中華人民共和国が成立すると、共産党指導者が郭の帰国を歓迎するとの打診を行ったが、この頃にはすでに郭は病に倒れており、帰国はできなかった。1952年2月29日、アメリカカリフォルニア州の病院で死去。享年66（満64歳）。

## 注
1. ↑  邵（2000）、98頁と劉国銘主編（2005）、1848頁による。徐主編（2007）、1273頁は1890年生まれとする。
2. ↑  以上、邵（2000）、98頁による。徐主編（2007）、1273頁と劉国銘主編（2005）、1848頁によると、1909年（光緒元年）に郭は帰国して湖北方言学校を創設、自ら校長に就任した、としている。しかしこれが事実であれば、郭は当時数え年22の若さで校長に就任したことになる。
3. ↑  邵（2000）、98-99頁。
4. 1 2 3 4 5 6 7 8 9  徐主編（2007）、1273頁。
5. 1 2 3 4 5 6 7 8  劉国銘主編（2005）、1848頁。
6. ↑  邵（2000）、99頁。
7. ↑  邵（2000）、99-100頁。
8. ↑  邵（2000）、100-101頁。
9. ↑  邵（2000）、101頁。
10. ↑  邵（2000）、101-102頁。
11. ↑  邵（2000）、102頁。なお劉国銘主編（2005）、1848頁は後者の理由をとる。
12. ↑  邵（2000）、102頁。